# Diana Mocanuová
Diana Iuliana Mocanuová (* 19. července 1984 v Brăila, Rumunsko) je bývalá rumunská plavkyně.
Ve svých 16 letech vyhrála dvě zlaté olympijské medaile na Letních olympijských hrách 2000 v Sydney, v obou znakařských disciplínách, tedy v závodě na 100 m i 200 m.[zdroj?]
O rok později na Mistrovství světa v plavání 2001 sice získala ještě dvě medaile, avšak ve 20 letech musela kvůli zdravotním problémům ukončit kariéru. Důvodem byly problémy se štítnou žlázou a celkové vyčerpání organismu. Problémy byl patrně způsobeny tím, že od 12 let velmi tvrdě trénovala a její organismus zátěž nezvládl.
Dodnes je nejúspěšnější rumunskou plavkyní na olympijských hrách. Žije v rodném městě Brăila, kde trénuje mladé plavce.[zdroj?]